# Gaetano Trigona e Parisi
Gaetano Maria Giuseppe Benedetto Placido Vincenzo Trigona e Parisi (Piazza Armerina, 2 giugno 1767 – Palermo, 5 luglio 1837) è stato un cardinale e arcivescovo cattolico italiano.

## Biografia
Nacque a Piazza Armerina il 2 giugno 1767 dai baroni di Sant'Andrea.
Fu nominato vescovo di Caltagirone il 21 dicembre 1818 e fu consacrato il 24 gennaio dell'anno successivo. Promosso alla sede metropolitana di Palermo il 15 aprile 1833.
Papa Gregorio XVI lo elevò al rango di cardinale nel concistoro del 23 giugno 1834 e ricevette la berretta dalle mani del re Ferdinando II durante i festeggiamenti per Santa Rosalia all'interno della Cappella Palatina.
Nella cura dell'arcidiocesi di Palermo gli si devono, in particolar modo, l'amministrazione dei beni della Mensa Arcivescovile e del Seminario (di cui restaurò la biblioteca).
Morì il 5 luglio 1837 all'età di 70 anni a causa dell'epidemia di colera che aveva colpito la città; fu sepolto nel convento di Baida.

## Genealogia episcopale
La genealogia episcopale è:
- Cardinale Scipione Rebiba
- Cardinale Giulio Antonio Santori
- Cardinale Girolamo Bernerio, O.P.
- Arcivescovo Galeazzo Sanvitale
- Cardinale Ludovico Ludovisi
- Cardinale Luigi Caetani
- Cardinale Ulderico Carpegna
- Cardinale Paluzzo Paluzzi Altieri degli Albertoni
- Papa Benedetto XIII
- Papa Benedetto XIV
- Cardinale Enrico Enriquez
- Arcivescovo Manuel Quintano Bonifaz
- Cardinale Buenaventura Córdoba Espinosa de la Cerda
- Cardinale Giuseppe Maria Doria Pamphilj
- Cardinale Tommaso Arezzo
- Arcivescovo Domenico Benedetto Balsamo, O.S.B.
- Cardinale Gaetano Trigona e Parisi